# Норрена, Фредрик
Фре́дрик Ян Э́лис Норре́на (фин. Fredrik Jan Elis Norrena; 29 ноября 1973, Пиетарсаари, Финляндия) — финский хоккеист, вратарь. Завершил карьеру игрока по окончании сезона 2013/2014. В настоящее время является тренером вратарей клуба ТПС, выступающего в финской лиге.
На Олимпийских играх 2006 года в Турине был вторым голкипером сборной Финляндии. 32-летний Норрена провёл два матча групповой стадии против Италии (6:0) и Германии (2:0), в которых не пропустил ни одной шайбы. Основным голкипером финнов на Играх в Турине был Антеро Нииттимяки, он защищал ворота и в проигранном финале против шведов (2:3).
Норрена был голкипером «Ак Барса» в финале первого в истории розыгрыша Кубка Гагарина, сыграл «на ноль» в решающем седьмом матче против ярославского «Локомотива», отразив 20 бросков.

## Достижения
- Обладатель Кубка Гагарина КХЛ (2008/09) в составе казанского «Ак Барса»
- Серебряный призер Олимпийских игр (2006)
- Серебряный призер чемпионата мира (2007)
- Бронзовый призер чемпионата мира (2006)